# Чорноморск
Чорноморск (укр. Чорноморськ) град је Украјини у Одеској области. Према процени из 2012. у граду је живело 59.465 становника.

## Становништво
Према процени, у граду је 2012. живело 59.465 становника.
| 1979.  | 1989.  | 2001.  | 2012.  |
| ------ | ------ | ------ | ------ |
| 43.133 | 54.838 | 54.151 | 59.465 |

## Градови побратими
- Нарва
- Beyoğlu, Istanbul, Турска
- Марду
- Qaradağ raion, Baku, Azerbaijan
- Тчев